# Scoglio Scibiliana
Scoglio Scibiliana (o scoglio Sibiliana) è un'isola dell'Italia sita nel mar Mediterraneo, in Sicilia.
Amministrativamente appartiene a Petrosino, comune italiano della provincia di Trapani.
Si trova nel canale di Sicilia, tra Marsala e Mazara del Vallo.